# Tumulus d'Avernas
Pour les articles homonymes, voir Avernas.
Le tumulus d'Avernas est un tumulus gallo-romain situé à Avernas-le-Bauduin, une localité de la commune de Hannut, dans la province de Liège, en Belgique.

## Situation
Le tumulus se trouve au milieu des champs, entre la rue de la Tombe et la rue de Warmont.

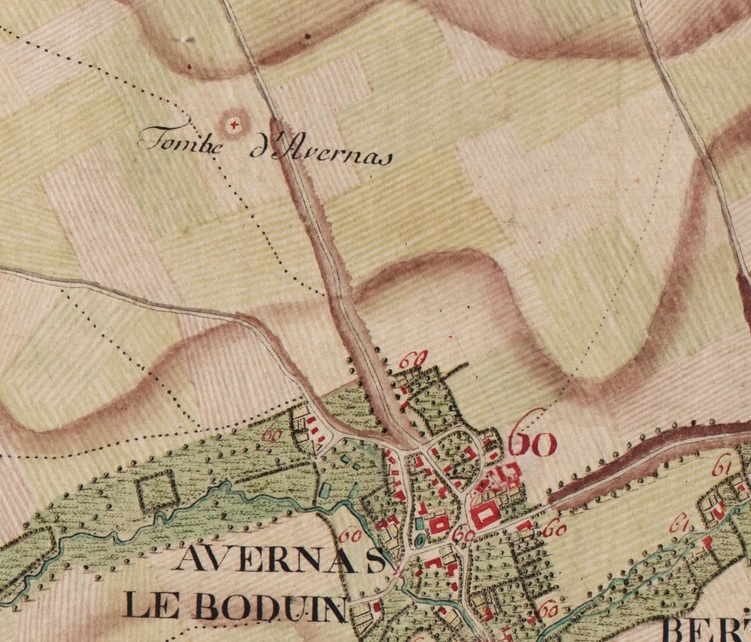
La tombe d'Avernas sur la carte de Ferraris de 1777

## Historique
Le tumulus est répertorié sous le nom de tombe d'Avernas sur la carte de Ferraris n° 133 de 1777.
Vers le milieu du XIXe siècle, des fouilles y ont été effectuées, mais les chercheurs sont rapidement tombés sur des blocs de silex bruts cimentés entre eux, formant un mur très solide, si bien que le projet fut abandonné.

## Description
Le tumulus est haut de 8 m. Il a une circonférence d'environ 100 m.

## Protection
Le tumulus a été classé lors de l'arrêté royal du 29 mars 1976 comme monument.